# Дипломатически мисии в Канада
Това е списък на дипломатическите мисии в Канада. В този списък не са включени почетните консулства.
В столицата Отава са разположени 132 посолства. Акредитирани посланици в Канада с посолства в столици на други държави имат 48 държави.

## Посолства в Отава
| - Афганистан - Албания - Алжир - Ангола - Аржентина - Армения - Австралия - Австрия - Азербайджан - Бахамски острови - Бангладеш - Барбадос - Беларус - Белгия - Бенин - Боливия - Босна и Херцеговина - Бразилия - Бруней - България - Буркина Фасо - Бурунди - Камерун - Чили - Китай - Колумбия - Коста Рика - Кот д'Ивоар - Хърватия - Куба - Чехия - Демократична република Конго - Дания - Доминика | - Доминиканска република - Еквадор - Египет - Салвадор - Еритрея - Естония - Етиопия - Финландия - Франция - Габон - Грузия - Германия - Гана - Гърция - Шаблон:GRN - Гватемала - Гвинея - Гвиана - Хаити - Ватикан - Хондурас - Унгария - Исландия - Индия - Индонезия - Ирак - Ирландия - Израел - Италия - Ямайка - Япония - Йордания - Казахстан - Кения | - Южна Корея - Кувейт - Латвия - Ливан - Лесото - Либия - Литва - Северна Македония - Мадагаскар - Малайзия - Мали - Мексико - Монголия - Мароко - Мианмар - Непал - Нидерландия - Нова Зеландия - Нигер - Нигерия - Норвегия - Пакистан - Панама - Парагвай - Перу - Филипини - Полша - Португалия - Катар - Румъния - Русия - Руанда - Шаблон:SKN - Сейнт Лусия | - Шаблон:VIN - Саудитска Арабия - Сенегал - Сърбия - Словакия - Словения - ЮАР - Испания - Шри Ланка - Судан - Швеция - Швейцария - Сирия - Танзания - Тайланд - Того - Тринидад и Тобаго - Тунис - Турция - Уганда - Украйна - Обединени арабски емирства - Великобритания - САЩ - Уругвай - Венецуела - Виетнам - Йемен - Замбия - Зимбабве |

## Офиси
- Европейски съюз (Delegation)
- Палестина (General Delegation of Palestine)
- Южен Судан (Liaison Office)
- Република Китай (Тайван) (Taipei Economic and Cultural Office in Canada)

## Консулства в Торонто
Генерални консулства в най-големия канадски град Торонто.
| - Афганистан - Антигуа и Барбуда - Аржентина - Австралия - Барбадос - Белгия - Бразилия - България - Чили - Китай - Колумбия - Коста Рика (консулски агент) - Хърватия - Куба - Кипър - Чехия - Дания - Доминиканска република - Еквадор (консулство) - Салвадор - Франция - Германия - Гана - Гърция - Гвиана (консулство) - Хонконг (търговски офис) - Индия - Индонезия - Израел - Италия - Ямайка (консулство) | - Япония - Южна Корея - Северна Македония - Малайзия (консулство) - Малта - Мексико - Нидерландия - Норвегия - Пакистан - Панама - Перу - Филипини - Полша - Португалия - Румъния - Русия - Сейнт Лусия - Сейнт Винсент и Гренадини - Сърбия - Република Южна Африка - Испания - Швейцария - Тайван (TECRO) - Тайланд - Тринидад и Тобаго - Турция - Украйна - Великобритания - САЩ - Уругвай - Венецуела |

## Акредитирани посолства
| - Андора (Ню Йорк) - Бахрейн (Вашингтон) - Белиз (Вашингтон) - Бутан (Ню Йорк) - Ботсвана (Вашингтон) - Камбоджа (Ню Йорк) - Кабо Верде (Вашингтон) - Централноафриканска република (Вашингтон) - Чад (Вашингтон) - Коморски острови (Ню Йорк) - Кипър (Вашингтон) - Джибути (Вашингтон) - Екваториална Гвинея (Ню Йорк) - Фиджи (Вашингтон) - Гамбия (Вашингтон) - Гвинея-Бисау (Ню Йорк) - Киргизстан (Вашингтон) - Лаос (Вашингтон) - Либерия (Вашингтон) - Люксембург (Вашингтон) - Малави (Вашингтон) - Малта (Вашингтон) - Маршалови острови (Вашингтон) - Мавриций (Вашингтон) | - Микронезия (Вашингтон) - Молдова (Вашингтон) - Черна гора (Вашингтон) - Мозамбик (Вашингтон) - Намибия (Вашингтон) - Никарагуа (Вашингтон) - Северна Корея (Ню Йорк) - Оман (Вашингтон) - Палау (Вашингтон) - Папуа Нова Гвинея (Вашингтон) - Република Конго (Вашингтон) - Самоа (Ню Йорк) - Сао Томе и Принсипи (Вашингтон) - Сейшелски острови (Ню Йорк) - Сиера Леоне (Вашингтон) - Сингапур (Ню Йорк) - Соломонови острови (Ню Йорк) - Сомалия (Ню Йорк) - Суринам (Вашингтон) - Есватини (Вашингтон) - Таджикистан (Ню Йорк) - Тонга (Ню Йорк) - Туркменистан (Вашингтон) - Узбекистан (Вашингтон) |